# Eivar Widlund
Eivar Widlund (ur. 15 czerwca 1905 w Örebro, zm. 31 marca 1968 w Sztokholmie) – szwedzki piłkarz, grający na pozycji bramkarza.

## Kariera klubowa
Podczas kariery piłkarskiej Eivar Widlund występował w Örebro SK i AIK Fotboll. Z AIK zdobył mistrzostwo Szwecji w 1932.

## Kariera reprezentacyjna
W reprezentacji Szwecji Widlund zadebiutował 28 września 1930 w zremisowanym 4-4 meczu Pucharu Nordyckiego z Finlandią. Ostatni raz w reprezentacji wystąpił 17 lipca 1932 w przegranym 3-4 towarzyskim meczu z Austrią. W latach 1930–1932 wystąpił w reprezentacji pięciokrotnie. W 1934 József Nagy, ówczesny selekcjoner reprezentacji Szwecji powołał Widlunda na mistrzostwa świata, na których był rezerwowym.
| Mecze i gole w reprezentacji | Mecze i gole w reprezentacji | Mecze i gole w reprezentacji | Mecze i gole w reprezentacji | Mecze i gole w reprezentacji | Mecze i gole w reprezentacji | Mecze i gole w reprezentacji |
| #                            | Data                         | Miasto                       | Przeciwnik                   | Gol                          | Wynik                        |                              |
| ---------------------------- | ---------------------------- | ---------------------------- | ---------------------------- | ---------------------------- | ---------------------------- | ---------------------------- |
| 1.                           | 28.09.1930                   | Helsinki                     | Finlandia                    |                              | 4:4                          | Puchar Nordycki              |
| 2.                           | 08.07.1931                   | Sandviken                    | Estonia                      |                              | 3:1                          | towarzyski                   |
| 3.                           | 16.05.1932                   | Sztokholm                    | Finlandia                    |                              | 7:1                          | towarzyski                   |
| 4.                           | 12.06.1932                   | Sztokholm                    | Belgia                       |                              | 3:1                          | towarzyski                   |
| 5.                           | 17.07.1932                   | Sztokholm                    | Austria                      |                              | 3:4                          | towarzyski                   |